# Pic passerin
Veniliornis passerinus
Espèce
Statut de conservation UICN

 LC  : Préoccupation mineure
Le Pic passerin (Veniliornis passerinus) est une espèce d'oiseaux de la famille des Picidae.